# Stanisław Plewa
Stanisław Plewa (ur. 9 stycznia 1925 w Wołkowysku, zm. 28 kwietnia 2006 w Krakowie) – geofizyk, profesor zwyczajny, profesor Akademii Górniczo-Hutniczej w Krakowie, Generalny dyrektor górniczy II stopnia. Maturę uzyskał w 1946 r. w Tarnowie w liceum matematyczno-fizycznym. Był żołnierzem 16 pp Ziemi Tarnowskiej Okręg Kraków Armii Krajowej, pseudonim Janus, placówka Cezar-Celina w Czchowie. Był też członkiem zgrupowania partyzanckiego porucznika „Skorego” oraz cichociemnego podporucznika „Meteora” w Woli Stróskiej k/Zakliczyna.

## Niektóre funkcje i stanowiska
- Sodalis Marianus,
- specjalista z zakresu geofizyki wiertniczej i geotermii,
- Generalny Dyrektor Górniczy II stopnia,
- b. Prodziekan Wydziału Geologiczno-Poszukiwawczego AGH,
- Kierownik Pracowni Petrofizyki w Zakładzie Geofizyki Wydziału Geologii, Geofizyki i Ochrony Środowiska AGH,
- wicedyrektor Międzyresortowego Instytutu Geofizyki AGH,
- członek Komisji i Rad Naukowych Polskiej Akademii Nauk,
- pierwszy Kierownik Zakładu Geofizyki Wiertniczej (później Fizyki Złoża) Wydziału Wiertniczo-Naftowego AGH,
- organizator i wieloletni kierownik Zakładu Geofizyki Instytutu Naftowego (Instytut Górnictwa Naftowego i Gazownictwa) w Krakowie,
- Naczelny Inżynier Przedsiębiorstwa Geofizyki Przemysłu Naftowego w Krakowie,
- Główny Inżynier ds.Geofizyki Kopalnej Przemysłu Naftowego w Krośnie,
- założyciel i redaktor naczelny czasopisma "Geofizyka i Geologia Naftowa",
- redaktor naczelny miesięcznika "Nafta",
- członek Polskiego Towarzystwa Geologicznego[4]
- b.żołnierz 16 pp Ziemi Tarnowskiej Armii Krajowej (ps. "Janus").

## AGH
W roku 1946 Stanisław Plewa rozpoczął studia w zakresie geofizyki na Wydziale Górniczym AG.
Pracę dyplomową zatytułowaną: Zastosowanie badań promieniotwórczości skał w otworach wiertniczych w Rybnickim Zjednoczeniu Przemysłu Węglowego obronił w roku 1951.
Praca doktorska pt. "Radiometria i elektrometria wiertnicza serii węglonośnych Górnośląskiego Zagłębia", obroniona w 1962 roku, przyniosła mu stopień doktora nauk technicznych.
W 1966 r. na podstawie monografii pt. „Regionalny obraz parametrów geotermicznych obszaru Polski” i  kolokwium habilitacyjnego Rada Wydziału Geologiczno-Poszukiwawczego AGH nadała dr. hab. inż. Stanisławowi Plewie stopień naukowy docenta.
W roku 1972 Rada Państwa nadała dr. hab. inż. Stanisławowi Plewie tytuł naukowy profesora nadzwyczajnego nauk technicznych, a w 1980 roku tytuł prof. zwyczajnego.
Całe swoje życie naukowe profesor Stanisław Plewa związał z AGH, rozpoczynając pracę jeszcze jako student na stanowisku młodszego asystenta w Katedrze Górnictwa Ogólnego w roku 1949/50. Od roku 1957 prof. Stanisław Plewa był zatrudniony w Katedrze Geofizyki Geologicznej na ówczesnym Wydziale Geologiczno-Mierniczym (później Geologiczno-Poszukiwawczym) AGH jako wykładowca, prowadząc zajęcia między innymi z geofizyki kopalnianej. W tym okresie zapoczątkował kurs geofizyki wiertniczej dla geofizyków i dla geologów własnego wydziału. W latach 1967–1975 uzyskał zatrudnienie na stanowisku docenta w ówczesnym Instytucie Wiertniczo-Naftowym AGH jako kierownik Zakładu Geofizyki Wiertniczej, później Fizyki Złoża. Od lutego 1976 r. prof. Stanisław Plewa był zatrudniony w Międzyresortowym Instytucie Geofizyki na Wydziale Geologiczno-Poszukiwawczym, gdzie pełnił funkcję zastępcy dyrektora oraz był kierownikiem Zakładu Geofizyki Wiertniczej. Po restrukturyzacji Wydziału w 1992 roku był kierownikiem Pracowni Petrofizyki w Zakładzie Geofizyki WGGiOŚ AGH. Pełnił funkcję prodziekana WGP w okresie od września 1981 r. do października 1982 r. Brał czynny udział w przygotowaniu planów studiów magisterskich na specjalności geofizyka stosowana i na specjalnościach geologicznych. Był autorem programów i zainicjował zajęcia z przedmiotu petrofizyka oraz kursu badanie stanu technicznego otworów, jak również poszukiwawczych badań satelitarnych. Zorganizował także laboratorium petrofizyczne. Prowadził wykłady i seminaria na kursach magisterskich, doktoranckich i podyplomowych. Wypromował ponad 40 magistrów inżynierów na WGP i WGGiOŚ oraz 7 na WWN AGH oraz 15 doktorów w specjalności geofizyka stosowana. Był wielokrotnie powoływany jako recenzent prac doktorskich oraz do przygotowania opinii o całokształcie dorobku osób starających się o przyznanie tytułu profesora.

## Osiągnięcia zawodowe
Pracując w AGH był członkiem Komisji Izotopowej przy Radzie do Spraw Pokojowego Wykorzystania Energii Jądrowej w 1959 r. W latach 1969–1977 był członkiem Rady Naukowej Międzyresortowego Instytutu Geofizyki Stosowanej i Geologii Naftowej AGH, a w latach 1972–1974 członkiem Rady Naukowej Instytutu Wiertniczo-Naftowego AGH. Był członkiem Komisji Petrofizyki PAN oraz członkiem Komisji Badań Planetarnych Ziemi PAN. Wielokrotnie był kierownikiem międzynarodowych zespołów badawczych. W latach 1970–1975 prof. Stanisław Plewa sprawował funkcję koordynatora prac naukowo-badawczych w międzynarodowym zespole RWPG.
Przez lata profesor Plewa czynnie uczestniczył w geofizycznych pracach polowych i interpretacyjnych, które doprowadziły do odkrycia złóż gazu w Karpatach i na przedgórzu Karpat. Od grudnia 1950 r. do maja 1956 r. pracował w Przedsiębiorstwie Poszukiwań Geofizycznych (PPG) Centralnego Urzędu Geologii, najpierw w Krakowie (jako starszy technik przed ukończeniem studiów), potem w Krośnie (jako kierownik Oddziału Karotażowego). W okresie między listopadem 1954 r. a marcem 1955 r. był równocześnie zatrudniony w Terenowym Przedsiębiorstwie Geologicznym Przemysłu Naftowego (TPGPN) z siedzibą w Krośnie na stanowisku Głównego Inżyniera ds. Geofizyki Kopalnianej. W latach od 1956 do 1962 należał do grupy pierwszych pracowników, twórców Przedsiębiorstwa Geofizyki Przemysłu Naftowego (PGPN) w Krakowie, które ostatecznie wykształciło się na bazie PPG i TPGPN w marcu 1956 r. W początkowym okresie zatrudnienia w PGPN w Krakowie profesor Stanisław Plewa sprawował funkcję Naczelnego Inżyniera, I Zastępcy dyrektora, później był zatrudniony na stanowisku Kierownika następujących Działów: Studiów, Adaptacji Metod Geofizycznych, Wprowadzania Nowej Produkcji. W latach 1962–1976 profesor Plewa był kierownikiem Zakładu Geofizyki w Instytucie Naftowym, później Instytucie Górnictwa Naftowego i Gazownictwa, obecnie Instytutu Nafty i Gazu w Krakowie. Jako pracownik przedsiębiorstw przemysłu naftowego organizował i czuwał nad rozwojem nowych jednostek polskiego górnictwa naftowego, wdrażał nowe i doskonalił istniejące metody pomiarów geofizycznych w otworach i na powierzchni Ziemi. W latach 1950–1954 szkolił kadrę niższego dozoru geofizycznego i wiertniczego będąc wykładowcą w Technikum oraz Szkole Majstrów Przemysłu Naftowego w Jaśle.
Pracując w Instytucie Naftowym zorganizował i wyposażył w wiele zestawów pomiarowych laboratorium geofizycznego badania fizycznych własności skał. Dzisiaj, pracownicy PGNiG S.A., użytkownicy nowoczesnych systemów interpretacyjnych z zakresu geofizyki otworowej i sejsmiki doceniają dalekowzroczne inicjatywy profesora Plewy w zakresie tworzenia laboratoriów petrofizycznych, niezbędnych do poprawnego rozwiązywania zadań odwrotnych w geofizyce.
Prof. Plewa był członkiem Stowarzyszenia Inżynierów i Techników Przemysłu Naftowego i Gazowniczego NOT od 1952 r. Był członkiem Komitetu Geofizyki PAN (od 1972 r.) oraz członkiem Komisji Nauk Geologicznych oddziału PAN w Krakowie (od 1968 r.).

## Publikacje
Profesor Stanisław Plewa był autorem 125 prac naukowych opublikowanych w krajowych i zagranicznych czasopismach, dziewięciu patentów oraz olbrzymiej liczby opracowań dla przemysłu naftowego. Jest autorem ośmiu podręczników akademickich oraz dla techników geologicznych z zakresu geofizyki wiertniczej i petrofizyki (najnowszy – Petrofizyka, ukazał się w 1992 r) oraz współautorem międzynarodowej publikacji Geothermal Atlas of Europe (1992) a także współautorem kilku monografii (ostatnia dotycząca rozkładu parametrów geotermalnych ukazała się w 1994 r). Był założycielem i redaktorem naczelnym czasopisma „Geofizyka i Geologia Naftowa” oraz miesięcznika „Nafta”, obecnie „Nafta-Gaz”. Od roku 1973 był członkiem Komitetu Redakcyjnego wydawnictwa Prace Geologiczne PAN. W 1994 roku ukazała się Historia polskiego przemysłu naftowego pod redakcją R. Wolwowicza, w której prof. Stanisław Plewa przedstawił rozdział pt. Geofizyka naftowa w latach 1954–1986.

## Odznaczenia
Został odznaczony: Srebrnym (1953) i Złotym Krzyżem Zasługi (1958), Krzyżem Kawalerskim Orderu Odrodzenia Polski (1970), Krzyżem Armii Krajowej (1998), posiadał stopień Dyrektora górniczego III stopnia (1958), Generalnego dyrektora górniczego III stopnia (1981), Generalnego dyrektora górniczego II stopnia (1984). Nadano Mu Odznakę Zasłużony dla Górnictwa Naftowego (1974), a jego nazwisko zostało wpisane do Księgi Czynów i Osiągnięć "Nauka Ojczyźnie" za długoletnią i ofiarna pracę dla dobra górnictwa naftowego.
Za działalność naukowo-badawczą został nagrodzony m.in. przez Ministra Nauki Szkolnictwa Wyższego i Techniki (1973, 1977, 1978, 1985), Edukacji Narodowej (1993), Ministra Górnictwa i Energetyki (1974), licznymi nagrodami Rektora AGH.